# Vesnice s opevněnými kostely v Transylvánii
Vesnice s opevněnými kostely v Transylvánii je název jedné z rumunských památek zapsaných na seznam světového dědictví UNESCO. 
Jedná se o 7 obcí v jihovýchodním Sedmihradsku, které byly založeny Sedmihradskými Sasy - německým etnikem, které kolonizovalo toto území již od středověku. Obce vznikaly mezi 13. a 16. stoletím. Pro jejich urbanismus je typický opevněný kostel jako ústřední prvek obce. Nutnost opevnění chrámu byla vyvolána téměř neustálou hrozbou ze strany Tatarů a Osmanské říše. Na seznamu UNESCO figuruje sice pouze 7 obcí, ale v regionu se nachází přes 150 dalších podobných obcí - nejenom saských, ale i sikulských.

## Lokality
| Název obce   | Obrázek | Župa     | Německý název | Maďarský název | Zeměpisné souřadnice             |
| ------------ | ------- | -------- | ------------- | -------------- | -------------------------------- |
| Biertan      |         | Sibiu    | Birthälm      | Berethalom     | 46°8′7″ s. š., 24°31′17″ v. d.   |
| Câlnic       |         | Alba     | Kelling       | Kelnek         | 45°53′21″ s. š., 23°39′38″ v. d. |
| Dârjiu       |         | Harghita | Ders          | Székelyderzs   | 46°12′8″ s. š., 25°11′57″ v. d.  |
| Prejmer      |         | Brašov   | Tartlau       | Prázsmár       | 45°43′19″ s. š., 25°46′25″ v. d. |
| Saschiz      |         | Mureș    | Keisd         | Szászkézd      | 46°11′39″ s. š., 24°57′37″ v. d. |
| Valea Viilor |         | Sibiu    | Wurmloch      | Nagybaromlak   | 46°5′0″ s. š., 24°16′38″ v. d.   |
| Viscri       |         | Brašov   | Weißkirch     | Fehéregyháza   | 46°3′18″ s. š., 25°5′19″ v. d.   |